# Mephistopheles

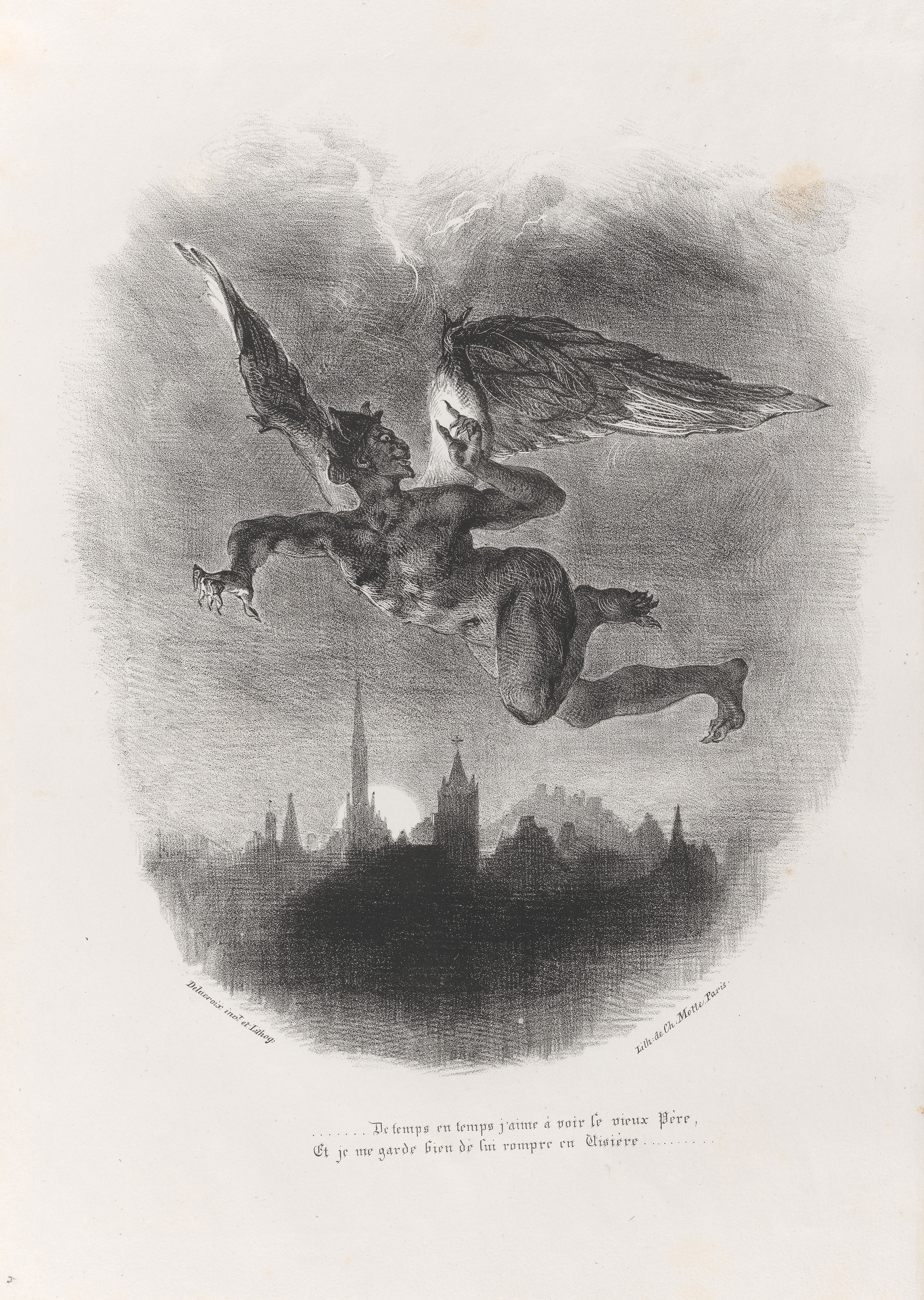
Mephistopheles bay trên Wittenberg, trong bản in thạch bản của Eugène Delacroix.

Mephistopheles (/ˌmɛfɪˈstɒfɪˌliːz/, phát âm tiếng Đức: [mefɪˈstɔfɛlɛs]; còn gọi là Mephistophilus, Mephistophilis, Mephostopheles, Mephisto, Mephastophilis, và một số tên gọi biến thể khác) là một ác quỷ đặc trưng trong văn hóa dân gian Đức. Ban đầu ông xuất hiện trong văn học như con quỷ trong huyền thoại Faust, và sau đó xuất hiện trong một số tác phẩm khác.